# 網代村 (鳥取県)
網代村（あじろそん）は、鳥取県岩井郡・岩美郡にあった村、自治体である。

## 概要
現在の岩美町網代に相当する。蒲生川河口部の日本海に突き出ている浦富海岸の内側入江に位置した。
網代という地名は静岡県田方郡網代町（現在の熱海市網代）や長崎県上県郡豊崎町網代（現在の対馬市上対馬町網代）にもあるが、いずれも海辺の小さい漁村であることから当村も漁村であることによって命名されたと考えられる。網代には竹やヒノキなどを編んだものや、川漁の漁具などの意味もあるが、当村の由来は漁師が網の所有者に漁獲の売上高から天引きされる額を「あじろ」「あみしろ」と言ったことによると考えられる。
明治初年頃、旧網代小学校付近の畑地から正平15年（1360年）11月の銘をもつ巨濃郡阿代寺（あじろじ）の釣鐘が出土した。このことから「あじろ」という集落は江戸時代以前からあったと考えられる。しかし年貢対象の村としては明治3年（1870年）から呼ばれるようになり、網代村として独立したのは明治10年（1877年）であった。

## 沿革
- 1877年（明治10年）5月22日 - 岩本村（後の大岩村大字岩本）の一部が分村して網代村となる[3]。
- 1881年（明治14年）9月12日 - 鳥取県再置。
- 1883年（明治16年）- 本庄村（後の本庄村大字本庄）に置かれた連合戸長役場の管轄区域となる[1]。
- 1889年（明治22年）10月1日 - 町村制施行により、自治体としての網代村が発足。大字は編成せず。
- 1896年（明治29年）4月1日 - 郡制の施行により、邑美郡・法美郡・岩井郡の区域をもって岩美郡が発足し、岩美郡網代村となる。
- 1927年（昭和2年）9月20日 - 役場位置を71番地2に変更[4]。
- 1954年（昭和29年）7月1日 - 田後村、東村、浦富町、蒲生村、岩井町、小田村、本庄村、大岩村と合併して岩美町が発足。同日網代村廃止[5]。岩美町大字網代となる[6]。

## 行政

### 歴代村長
| 代         | 氏名       | 就任年月日                 | 退任年月日                 | 備考                                |
| ---------- | ---------- | -------------------------- | -------------------------- | ----------------------------------- |
| 初         | 西垣玄丈   | 1889年（明治22年）11月25日 | 1891年（明治24年）3月31日  |                                     |
| 2          | 生越大三郎 | 1891年（明治24年）4月21日  | 1892年（明治25年）5月25日  |                                     |
| 3          | 鍵井仁平   | 1892年（明治25年）7月22日  | 1893年（明治26年）7月11日  |                                     |
| 4          | 浜田長十郎 | 1893年（明治26年）7月26日  | 1894年（明治27年）3月1日   |                                     |
| 5          | 生越相蔵   | 1894年（明治27年）3月15日  | 1898年（明治31年）3月6日   |                                     |
| 6          | 生越相蔵   | 1898年（明治31年）3月15日  | 1900年（明治33年）1月29日  |                                     |
| 7          | 岩垣芳五郎 | 1900年（明治33年）2月20日  | 1900年（明治33年）9月1日   |                                     |
| 8          | 浜部吉太郎 | 1900年（明治33年）9月8日   | 1902年（明治35年）4月7日   |                                     |
| 9          | 浜田長十郎 | 1902年（明治35年）4月16日  | 1903年（明治36年）11月2日  |                                     |
| 10         | 浜部吉太郎 | 1903年（明治36年）11月18日 | 1907年（明治40年）11月17日 |                                     |
| 11         | 浜部吉太郎 | 1907年（明治40年）11月27日 | 1907年（明治40年）12月30日 |                                     |
| 12         | 生越相蔵   | 1908年（明治41年）1月13日  | 1912年（明治45年）1月12日  |                                     |
| 13         | 生越相蔵   | 1912年（明治45年）1月18日  | 1916年（大正5年）1月17日   |                                     |
| 14         | 生越相蔵   | 1916年（大正5年）1月18日   | 1920年（大正9年）1月17日   |                                     |
| 15         | 生越相蔵   | 1920年（大正9年）1月30日   | 1924年（大正13年）1月28日  |                                     |
| 16         | 生越相蔵   | 1924年（大正13年）1月30日  | 1925年（大正14年）6月3日   |                                     |
| 17         | 博田小太郎 | 1925年（大正14年）10月5日  | 1927年（昭和2年）4月17日   |                                     |
| －         | 佐川武一   | 1928年（昭和3年）4月5日    | 1928年（昭和3年）9月20日   | 西伯郡成実村大字日原 村長臨時代理者 |
| 18         | 生越相蔵   | 1928年（昭和3年）9月21日   | 1929年（昭和4年）10月26日  |                                     |
| 19         | 岩見酒造蔵 | 1929年（昭和4年）11月14日  | 1933年（昭和8年）11月13日  |                                     |
| 20         | 岩見酒造蔵 | 1933年（昭和8年）11月14日  | 1937年（昭和12年）11月13日 |                                     |
| 21         | 岩見酒造蔵 | 1937年（昭和12年）11月23日 | 1939年（昭和14年）3月23日  |                                     |
| 22         | 博田正道   | 1939年（昭和14年）4月5日   | 1943年（昭和18年）4月4日   |                                     |
| 23         | 博田正道   | 1943年（昭和18年）5月24日  | 1946年（昭和21年）12月21日 |                                     |
| 24         | 博田義雄   | 1947年（昭和22年）4月9日   | 1951年（昭和26年）4月4日   |                                     |
| 25         | 博田義雄   | 1951年（昭和26年）4月23日  | 1954年（昭和29年）6月30日  |                                     |
| 参考文献 - |            |                            |                            |                                     |

## 教育
- 網代村立網代小学校（現在は統合により岩美町立岩美西小学校となる）
- 中学校は大岩村の組合立東因中学校（現在は統合により岩美町立岩美中学校となる）

## 交通

### 道路
- 当村と大岩村大字岩本との間は坂越八丁と呼ばれる山道で結ばれていたが、大正元年に網代隧道が開通した[2]。

### 港湾
- 網代港：1910年（明治43年）に隠岐汽船が網代 - 城崎間の運行を開始、山陰本線の開通まで乗客および貨物の輸送にあたった[2]。

## 名所・旧跡
- 浦富海岸（千貫松島）